# Courtney B. Vance
Courtney Bernard Vance (Detroit, 12 marzo 1960) è un attore statunitense.

## Biografia
Nato a Detroit, figlio di Leslie e Conroy Vance, compie gli studi presso la Detroit Country Day School, per poi laurearsi all'Università Harvard. Ha le prime esperienze come attore con la Boston Shakespeare Company.

### Carriera
Debutta al cinema con il film di guerra Hamburger Hill: collina 937 (1987) di John Irvin, in seguito prende parte a film come Caccia a Ottobre Rosso (1990), Una cena quasi perfetta (1995), Pensieri pericolosi (1995) e Uno sguardo dal cielo (1996). Oltre al cinema, Vance lavora assiduamente per la televisione, partecipando come guest star a diverse produzioni televisive, e per il teatro, ottenendo diversi riconoscimenti, tra cui alcune candidature al Tony Awards.
Per il cinema ha recitato anche in La fortuna di Cookie (1999) di Robert Altman e Space Cowboys (2000) di Clint Eastwood, ma il ruolo che l'ha reso più celebre è quello dell'assistente procuratore distrettuale Ron Carver in Law & Order: Criminal Intent, interpretato dal 2001 al 2006 per un totale di 111 episodi. Ha preso parte alla quindicesima e ultima stagione di E.R. - Medici in prima linea, dove interpretava Russell Banfield, marito del personaggio di Catherine Banfield, interpretato dall'attrice Angela Bassett, sua moglie nella realtà.
Nel 2009 fa parte del cast della serie televisiva della ABC FlashForward, dove ricopre il ruolo di Stanford Wedeck. Nel 2013 partecipa all'episodio pilota della serie televisiva della USA Network Graceland, dove interpreta il ruolo dell'agente Sam Campbell. Attivo anche in campo teatrale, sempre nel 2013 ha recitato accanto a Tom Hanks nel dramma Lucky Guy a Broadway e per la sua interpretazione ha vinto il Tony Award al miglior attore non protagonista in un'opera teatrale.
Nel 2016 ha preso parte alla prima stagione della serie antologica American Crime Story, impersonando l'avvocato Johnnie Cochran. La sua interpretazione, lodata dalla critica, è stata premiata con l'Emmy per miglior attore protagonista in una miniserie. Vince nel 2020 un secondo Emmy per la sua breve apparizione in Lovecraft Country.  

## Vita privata

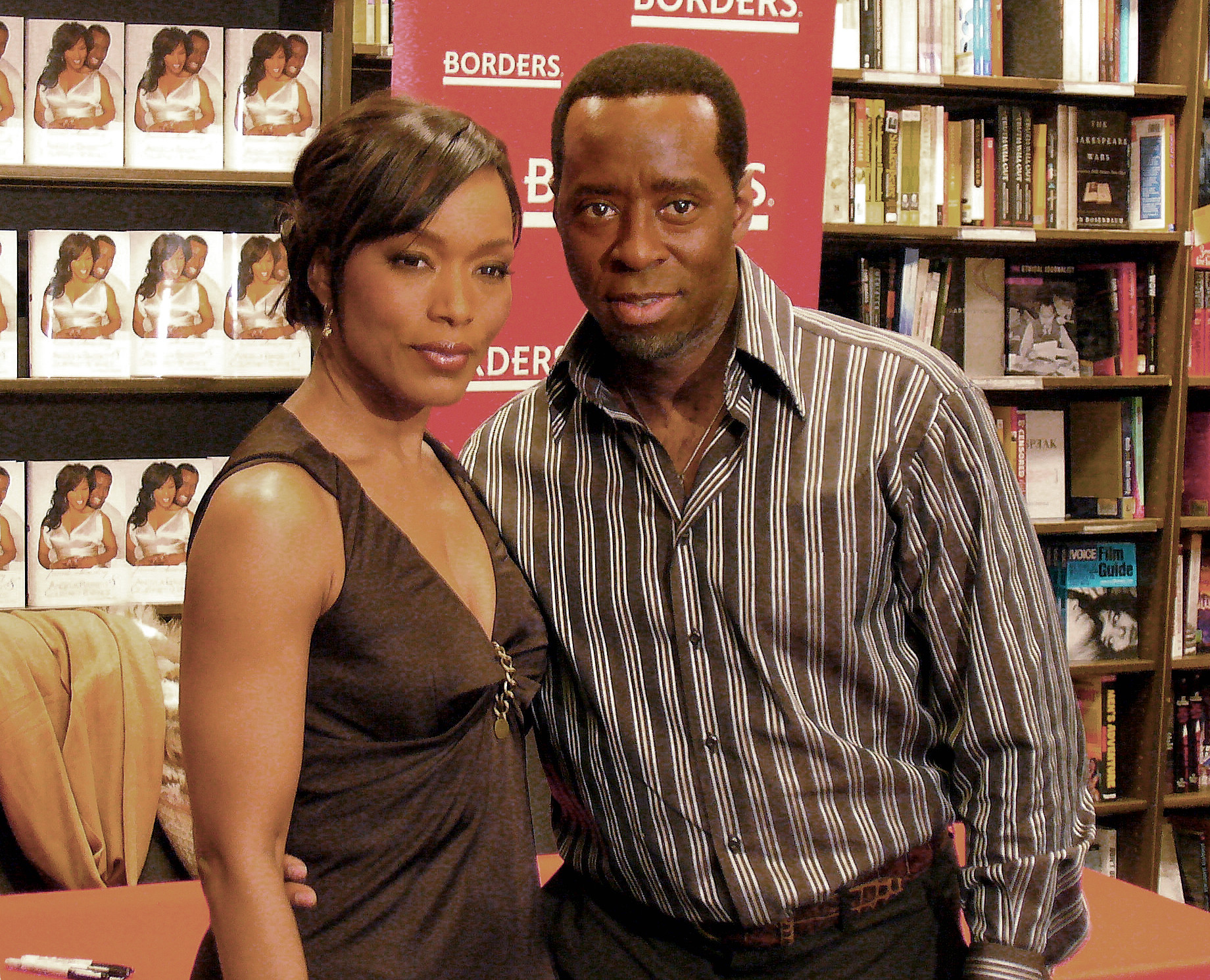
Courtney B. Vance assieme alla moglie Angela Bassett nel 2007

Dal 12 ottobre 1997 è sposato con l'attrice Angela Bassett; la coppia ha due figli gemelli, Slater Josiah e Bronwyn Golden, nati il 27 gennaio 2006 tramite madre surrogata. Lui e la moglie sono autori del libro Friends: A Love Story.
Vance fa parte del consiglio d'amministrazione dell'Actors Center di New York.

## Filmografia parziale

### Attore

#### Cinema
- Hamburger Hill: collina 937 (Hamburger Hill), regia di John Irvin (1987)
- Caccia a Ottobre Rosso (The Hunt for Red October), regia di John McTiernan (1990)
- L'infiltrato (Beyond the Law), regia di Larry Ferguson (1992)
- Le avventure di Huck Finn (The Adventures of Huck Finn), regia di Stephen Sommers (1993)
- Marito a sorpresa (Holy Matrimony), regia di Leonard Nimoy (1994)
- Panther, regia di Mario Van Peebles (1995)
- Pensieri pericolosi (Dangerous Minds), regia di John N. Smith (1995)
- Una cena quasi perfetta (The Last Supper), regia di Stacy Title (1995)
- Uno sguardo dal cielo (The Preacher's Wife), regia di Penny Marshall (1996)
- La parola ai giurati (12 Angry Men), regia di William Friedkin (1997)
- La trappola (Ambushed), regia di Ernest Dickerson (1998)
- La fortuna di Cookie (Cookie's Fortune), regia di Robert Altman (1999)
- Space Cowboys, regia di Clint Eastwood (2000)
- D-Tox, regia di Jim Gillespie (2002)
- Una sola verità (Nothing But the Truth), regia di Rod Lurie (2008)
- Hurricane Season, regia di Tim Story (2009)
- Misure straordinarie (Extraordinary Measures), regia di Tom Vaughan (2010)
- Final Destination 5, regia di Steven Quale (2011)
- The Divide, regia di Xavier Gens (2011)
- Joyful Noise - Armonie del cuore (Joyful Noise), regia di Todd Graff (2012)
- Terminator Genisys, regia di Alan Taylor (2015)
- La festa prima delle feste (Office Christmas Party), regia di Will Speck e Josh Gordon (2016)
- La mummia (The Mummy), regia di Alex Kurtzman (2017)
- Ben is Back, regia di Peter Hedges (2018)
- Il sommelier (Uncorked), regia di Prentice Penny (2020)
- Project Power, regia di Henry Joost e Ariel Schulman (2020)
- The Photograph - Gli scatti di mia madre (The Photograph), regia di Stella Meghie (2020)
- Lilo & Stitch, regia di Dean Fleischer Camp (2025)

#### Televisione
- In famiglia e con gli amici (Thirtysomething) – serie TV, episodio 2x04 (1987)
- Law & Order - I due volti della giustizia (Law & Order) – serie TV, episodi 1x07-5x13 (1990, 1995)
- Percy & Thunder, regia di Ivan Dixon – film TV (1993)
- Gli aviatori di Tuskegee (The Tuskegee Airmen), regia di Robert Markowitz – film TV (1995)
- La famiglia Brock (Picket Fences) – serie TV, episodi 3x18-3x19 (1995)
- La lezione di pianoforte (The Piano Lesson), regia di Lloyd Richards – film TV (1995)
- I ragazzi della porta accanto (The Boys Next Door), regia di John Erman – film TV (1996)
- La parola ai giurati (12 Angry Men), regia di William Friedkin – film TV (1997)
- Da un giorno all'altro (Any Day Now) – serie TV, episodio 1x01 (1998)
- Fede cieca (Blind Faith), regia di Ernest Dickerson – film TV (1998)
- Un serial killer a New York (Naked City: A Killer Christmas), regia di Peter Bogdanovich – film TV (1998)
- Violenza metropolitana (Naked City: Justice with a Bullet), regia di Jeff Freilich – film TV (1998)
- Boston Public – serie TV, episodi 1x01-1x05 (2000)
- Law & Order: Criminal Intent – serie TV, 111 episodi (2001-2006)
- Whitewash: colpevole fino a prova contraria (Whitewash: The Clarence Brandley Story), regia di Tony Bill – film TV (2002)
- State of Mind – serie TV, episodi 1x04-1x06-1x08 (2007)
- E.R. - Medici in prima linea (ER) – serie TV, 8 episodi (2008-2009)
- FlashForward – serie TV, 23 episodi (2009-2010)
- The Closer – serie TV, episodi 6x10-6x12-7x01 (2010-2011)
- Revenge – serie TV, 4 episodi (2012)
- Let It Shine, regia di Paul Hoen – film TV (2012)
- Graceland – serie TV, episodio 1x01 (2013)
- Masters of Sex – serie TV, episodi 2x04-2x05-2x06 (2014)
- State of Affairs – serie TV, 7 episodi (2014-2015)
- Scandal – serie TV, episodio 4x04 (2015)
- American Crime Story – serie TV, 10 episodi (2016)
- Lovecraft Country - La terra dei demoni (Lovecraft Country) – serie TV, episodi 1x01-1x02-1x07 (2020)
- Genius – serie TV, 8 episodi (2021)
- 61st Street – serie TV, 16 episodi (2022-2023)
- Grotesquerie – serie TV, 10 episodi (2024)

### Doppiatore
- L'isola dei cani (Isle of Dogs), regia di Wes Anderson (2018)

## Doppiatori italiani
Nelle versioni in italiano delle opere in cui ha recitato, Courtney B. Vance è stato doppiato da:
- Stefano Mondini in Space Cowboys, FlashForward, Let It Shine, State of Affairs, Project Power, Lovecraft Country - La terra dei demoni
- Paolo Marchese in La festa prima delle feste, American Crime Story, Ben is Back, Il sommelier
- Angelo Nicotra in Pensieri pericolosi, Una cena quasi perfetta, Misure straordinarie
- Alessandro Rossi in Caccia a Ottobre Rosso, La mummia
- Diego Reggente in Un serial killer a New York, Violenza metropolitana
- Paolo Buglioni in Terminator Genisys, Lilo & Stitch
- Cesare Rasini in Law & Order: Criminal Intent, Scandal
- Piero Tiberi in Hamburger Hill: collina 937
- Oreste Baldini in Le avventure di Huck Finn
- Angelo Maggi in Marito a sorpresa
- Antonio Sanna in Uno sguardo dal cielo
- Claudio Fattoretto in La parola ai giurati
- Pasquale Anselmo in D-Tox
- Oliviero Corbetta in Whitewash - Colpevole fino a prova contraria
- Stefano Benassi in The Closer
- Eugenio Marinelli in Final Destination 5
- Alberto Olivero in The Divide
- Mario Cordova in Revenge

Da doppiatore è sostituito da:
- Alessandro Rossi in L'isola dei cani
- Roberto Fidecaro ne La famiglia Proud: più forte e orgogliosa

## Premi e riconoscimenti
- Golden Globe
  - 2017 - Candidatura al miglior attore in una miniserie o film per la televisione per American Crime Story Il caso O.J. Simpson

- Critic's Choice Television Awards
  - 2016 - Miglior attore in una miniserie o film televisivo per The People v. O.J. Simpson

- Grammy Awards
  - 2019 - Candidatura al miglior album parlato per Accessory to War

- NAACP Image Awards
  - 2016 - Miglior attore in un film per la televisione, una miniserie o uno speciale drammatico per The People v. O.J. Simpson
  - 2022 - Miglior attore non protagonista in un film per la televisione, una miniserie o uno speciale drammatico per Genius:Aretha
  - 2024 - Candidatura al miglior attore in un film per la televisione, una miniserie o uno speciale drammatico per Heist 88

- Primetime Emmy Awards
  - 2016 - Migliore attore protagonista in una miniserie o film - American Crime Story Il caso O.J. Simpson
  - 2021 - Miglior attore ospite in una serie drammatica per Lovecraft Country

- Screen Actors Guild Awards
  - 2017 - Candidatura al miglior attore in una miniserie o film per la televisione per The People v. O.J. Simpson

- Satellite Awards
  - 2017 - Candidatura al miglior attore in una miniserie o film per la televisione per The People v. O.J. Simpson

- Tony Awards
  - 1987 - Candidatura al miglior attore non protagonista in un'opera teatrale per Fences
  - 1991 - Candidatura al miglior attore in un'opera teatrale per Six Degrees of Separation
  - 2013 - Miglior attore non protagonista in un'opera teatrale per Lucky Guy